# Nástrojová ocel

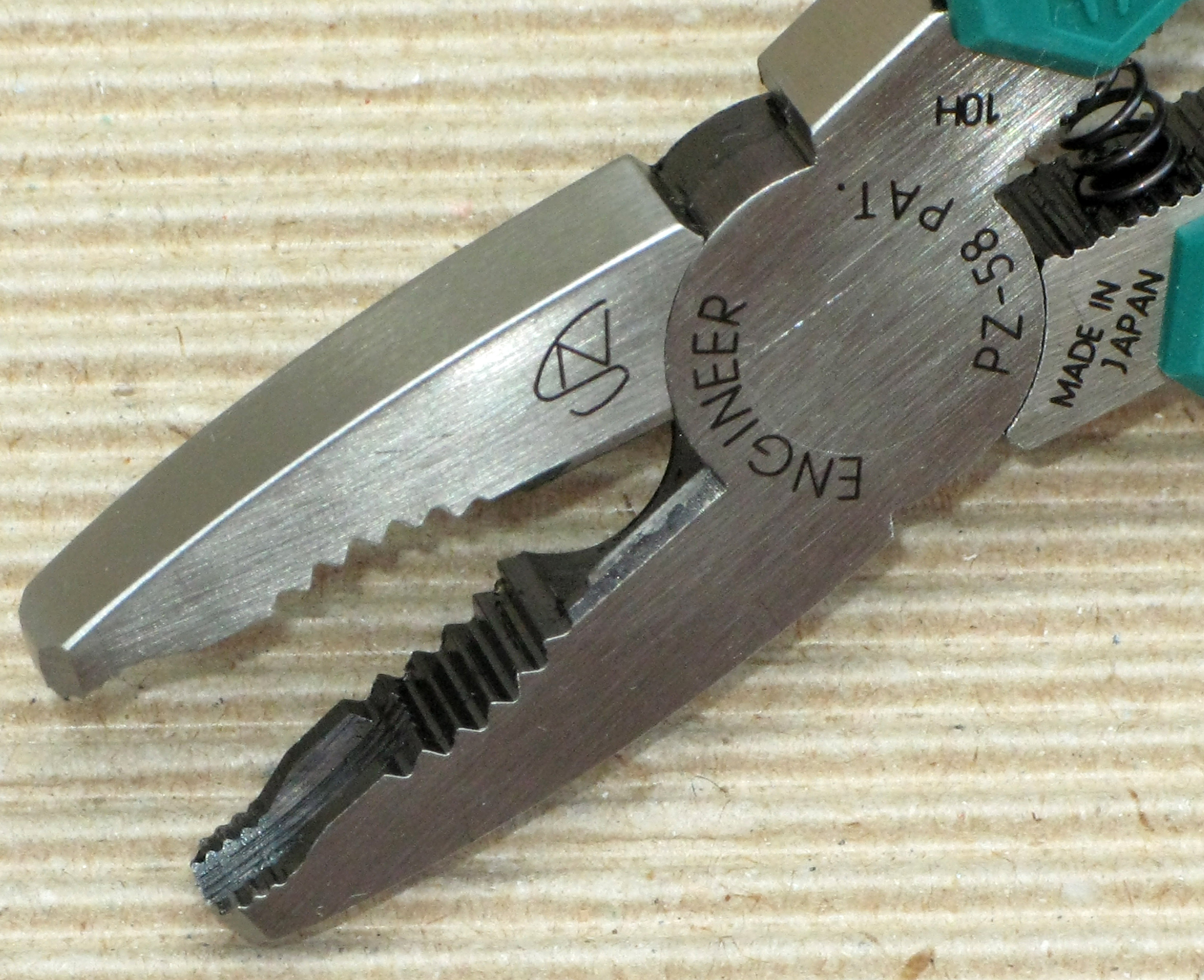
Nástrojová ocel je používaná na výrobu nářadí, například kleští

Nástrojové oceli představují skupinu ocelí, jež jsou používány k výrobě nástrojů. Hlavními požadavky na tyto oceli jsou odolnost povrchu nástroje v místě intenzivního kontaktu se zpracovávaným materiálem a pevnost tělesa, které musí přenášet technologické zatížení. Těchto vlastností se dosahuje příslušným tepelným zpracováním.
Pojem nástrojová ocel můžeme chápat buď jako

1.) Ocel ve smyslu hutních standardů, což jsou dle ČSN 42 0002 oceli třídy 19, (tj. ČSN 41 9...)
které dělíme na:
- oceli uhlíkové
což jsou oceli 19 0.. až 19 2.., kde druhé dvojčíslí určuje obsah uhlíku (19 00. – 0,05 %, až 19 29. – nad 1,45 %)
- oceli legované
což jsou oceli 19 3.. až 19 7.., kde třetí číslice určuje přísadovou skupinu (kombinaci legur)
- oceli rychlořezné
což jsou oceli 19 8..

nebo:

2.) Kromě výše uvedených ocelí ČSN 41 9... sem můžeme řadit některé konstrukční oceli (uhlíkové i slitinové) řazené do tříd 12 až 17, jejichž vlastnosti zaručené výrobcem splňují konkrétní požadavky.

## Rozdělení dle účelu použití

### Oceli pro řezné nástroje
Základními požadavky na tyto oceli jsou tvrdost, otěruvzdornost a tzv. řezivost, čímž se rozumí schopnost oceli udržet kvalitu ostří. Užívání těchto ocelí ustupuje ve prospěch slinutých karbidů a to i u dřevonástrojů.
oceli uhlíkové
Používají se výhradně oceli s obsahem uhlíku nad 0,7 %. Vzhledem k poměrně nízké teplotě popouštění (150 ÷ 210 °C) jsou uhlíkové oceli použitelné jen pro málo tepelně zatížené řezné nástroje. S rostoucím obsahem uhlíku se snižuje jejich prokalitelnost. Po zakalení a popuštění dosahují tvrdosti 62 ÷ 64 HRC. K těmto ocelím můžeme přiřadit i cementační oceli třídy 12 – 12 010 a 12 020 pro frézy na dřevo.
oceli slitinové (legované)
Legováním se zvyšuje především prokalitelnost a zároveň houževnatost. Popouštěcí teplota těchto ocelí je jen nepatrně vyšší (do 250 °C) a také  tvrdost je prakticky stejná jako u uhlíkové oceli. K těmto ocelím můžeme přidat i vybrané konstrukční legované oceli tříd 14 a 16. Jsou to například 14 120 – cementační (pro frézy na dřevo), 14 160, 14 180 a 16 190 (na strojní pily na dřevo)
oceli rychlořezné
Tyto oceli jsou výhradně určeny pro řezné nástroje. Obsahují vyšší množství legur, a to zejména legur karbidotvorných (W, Mo). Popouštějí se na podstatně vyšší teplotu (540 ÷ 610 °C). Při této teplotě dochází k přeměně zbytkového austenitu a vzniká struktura obsahující karbidy karbidotvorných legur, čímž se tvrdost oceli ještě zvýší. Jedná se o takzvanou popouštěcí tvrdost. Trvanlivost nástrojů z rychlořezné oceli je možno podstatně zvýšit povlakováním, které se provádí při teplotách nižších, než je teplota popouštěcí. Oceli 19 811 a 19 830 jsou vhodné i pro nitridování.

### Oceli pro nástroje určené k opracování kamene, zdiva a těžbě hornin
Třebaže bývá ostří těchto nástrojů ve styku s velmi abrazívním nehomogenním materiálem s tvrdými zrny, popouštějí se na nižší tvrdost, než na jakou se popouštějí řezné nástroje, aby získaly větší houževnatost pro dynamické namáhání údery.
oceli uhlíkové
Tyto oceli měly dříve v tomto oboru velmi široké uplatnění zejména pro jednoduché tepelné zpracování, tj. kalení a popuštění po překování. Stále se používají pro ruční nářadí k opracování kamene a pro zednické sekáče (19 083, 19 103, 19 133, 19 192, 19 222). Po zakalení se popouštějí na nižší tvrdost (na 58 ÷ 61 HRC). Z konstrukčních ocelí se používá ocel 12 072 pro pily na kámen.
oceli slitinové
Užívají se pro nástroje na obrábění mramoru, břidlic a podobných hornin (19 420, 19 436), pro oškrty (19 452, 19 732) a exponované součásti důlních strojů.

### Oceli pro ruční nářadí
Požadavky na tyto oceli se liší podle druhu nářadí. Používají se především oceli s vyšší houževnatostí.
oceli uhlíkové
Jsou to zejména: 19 083, 19 103 na kleště, kladiva, sekery ..., 19 132 a 19 133 na kovářské nářadí, sekáče, štípací kleště, krumpáče, ..., 19 152 na nůžky, sekáče, ..., 19 255 na pilníky, 19 222 pro pilky na kov a pilníky.
oceli slitinové
Jsou to zejména: 19 420 pro jemné nářadí, 19 421, 19 423 na pilky na kov, 19 451 na ruční sekáče, ...  Z konstrukčních ocelí se používají: 14 101, 15 200 pro pilky na kov, 14 160 na pily, tesařská dláta, sekery.

### Oceli pro tvářecí nástroje, zápustky a licí formy
Základním požadavkem je odolnost povrch proti otěru zejména adheznímu. Tyto oceli můžeme rozdělit podle konkrétního určení.
oceli uhlíkové
- na lisovadla: 19 152, 19 191, 19 192,
- na formy: 19 015 cementační

oceli slitinové
- na lisovadla: 19 312, 19 313, 19 356, 19 426, 19 436
- na razidla: 19 423, 19 474, 19 614, 19 655, 19 733
- na střižné nástroje a nůžky: 19 356, 19 452, 19 581, 19 732,
- na zápustky a nástroje pro práci za tepla: 19 451, 19 464, 19 512, 19 520, 19 541, 19 554, 19 555, 19 561, 19 642, 19 650, 19 655, 19 662, 19 663, 19 720, 19 721, 19 723, 19 732, a konstrukční 16 642
- na formy na plasty: 19 312, 19 430, 19 435, 19 486, 19 487, 19 531, 19 581,
- na formy na lití kovů: 19 430, 19 434, 19 541, 19 552, 19 740,

### Oceli pro nečinné části nástrojů
Na namáhané části nástrojů, které nejsou v přímém kontaktu se zpracovávaným materiálem.
- na tělesa pájených nástrojů se slinutými karbidy

Zde se nástrojové oceli používají pouze, pokud potřebujeme na tvrdé zakalené těleso připájet slinutý karbid pájkou. Pak použijeme ocel, která má vyšší teplotu popouštění, než je tavicí teplota použité pájky. Jinak se používají konstrukční oceli 11 700 a 12 060 ve stavu normalizačně žíhaném a na více namáhaná tělesa zušlechtěné 15 260 a 16 642, které jsou odolné vůči vzniku tzv. tepelného vrubu.
- na tělesa nástrojů s VBD
Používají se ušlechtilé konstrukční oceli a to zejména: 14 220 cementační na velké frézy, 15 340 nitridační na menší frézy a malé soustružnické nože, 15 260 na soustružnické nože a vrtáky.

### Oceli pro měřidla a vysoce exponované strojní součásti
Například upínací čelisti, dorazy, vodící lišty, vačky, čepy, valivá ložiska, a pod.
- z nástrojových uhlíkových ocelí to jsou: 19 083, 19 132, 19 192,
- ze slitinových: 19 312, 19 422, 19 423, 19 426, 19 436, 19 452

### Oceli na chirurgické nástroje
- na ostré nástroje 19 221, 19 420, 19 421, 19 710 nebo korozivzdorné 17 024, 17 029, 17 042
- na tupé nástroje korozivdorné 17 241 a 17 242.

### Oceli na nožířské zboží
- z nástrojových uhlíkových ocelí to jsou: 19 083, 19 192, 19 221,
- ze slitinových 19 452, 19 711,
- z korozivzdorných 17 023, 17 024, 17 029, 17 042

Pro vysoce kvalitní nože se vyrábějí speciální oceli prodávané pod obchodním označením.

## Volba vhodné oceli
Každá ocel má normou (speciální oceli od výrobce) zaručené složení podle tzv. hutního listu, kde jsou také uvedeny podmínky pro tepelné zpracování a dosažené parametry. Dále norma doporučuje oblasti použití. Při volbě se obvykle držíme zkušenostmi a zvyklostmi konkrétní strojírenské firmy. To platí zejména pro firmy, které mají vlastní kalírnu, kde jsou pracovníci zvyklí na určitý sortiment. Obecným trendem je zadávat tepelné zpracování odborné firmě vybavené kvalitní technologií.
| Označení oceli | Označení oceli     | Označení oceli | Složení                                   | Zpracování, tvrdost | Použití                                                                                  |
| ČSN            | Poldi              | DIN            | Složení                                   | Zpracování, tvrdost | Použití                                                                                  |
| uhlíkové       | uhlíkové           | uhlíkové       | uhlíkové                                  | uhlíkové            | uhlíkové                                                                                 |
| -------------- | ------------------ | -------------- | ----------------------------------------- | ------------------- | ---------------------------------------------------------------------------------------- |
| 19 133         | T5 Extra           | (C 70 W2)      | 0,7 % C                                   | až 64 HRC           | ruční nářadí a nástroje,                                                                 |
| 19 191         | EZH                | C 105 W2       | 1,0 % C                                   | až 64 HRC           | raznice a razidla, hlubokotažné nástroje, nástroje na obrábění dřeva                     |
| slitinové      |                    |                |                                           |                     |                                                                                          |
| 19 312         | Stabil             | 90 MnCrV 8     | 0,8 % C 2,0 % Mn 0,2 % V                  | okolo 61 HRC        | přesné řezné tvarové nástroje, střižné nástroje, formy na plasty, měřidla, kalená poudra |
| 19 422         | EK                 | 145 Cr 6       | 1,4 C % 1,7 % Cr 0,15 % V                 | okolo 63 HRC        | jemné řezné nástroje, střižné nástroje, měřidla (hl. kalibry)                            |
| 19 436         | 2002               | X 210 Cr 12    | 2,0 % C 12 % Cr                           | okolo 62 HRC        | střižné nástroje, řezné nástroje, formy na lisování plastů                               |
| 19 552         | TLH                | X 38 CrMoV 5 1 | 0,35 % C 1,0 % Si 5 % Cr 1,5 % Mo 0,5 % V | okolo 50 HRC        | formy na tlakové lití Al a Mg                                                            |
| 19 642         | CNF                | 35 NiCrMo 16   | 0,35 % C 0,9 % Cr 0,3 % Mo 4,8 % Ni       | okolo 50 HRC        | zápustky                                                                                 |
| 19 733         | Tenax NB           | 60 WCrV 7      | 0,55 % C 1,0 % Si 1,0 % Cr 2 % W          | okolo 57 HRC        | sekáče, prostřihovadla, razidla                                                          |
| rychlořezné    |                    |                |                                           |                     |                                                                                          |
| 19 810         | Radeco             | S 12-1-4       | 1,3 % C 4 % Cr 11 % W 4 % V               | okolo 65 HRC        | řezné nástroje                                                                           |
| 19 824         | Maximum Special    | S 18-0-1       | 0,75 % C 4,2 % Cr 18 % W 1,3 % V          | okolo 65 HRC        | řezné nástroje                                                                           |
| 19 855         | Maximum Special 55 | S 18-1-2-5     | 0,7 % C 4 % Cr 18 % W 1,5 % V 5 % Co      | okolo 65 HRC        | řezné nástroje                                                                           |